# Xã Wells, Quận Marshall, Kansas
Xã Wells (tiếng Anh: Wells Township) là một xã thuộc quận Marshall, tiểu bang Kansas, Hoa Kỳ. Năm 2010, dân số của xã này là 120 người.